# Ямське
Ямське́ (рос. Ямское, башк. Ямской) — присілок (у минулому село) у складі Кушнаренковського району Башкортостану, Росія. Входить до складу Матвієвської сільської ради.
Населення — 80 осіб (2010; 99 у 2002).
Національний склад:
- росіяни — 80 %